# Jean-François Charles Leroy
Jean-François Charles Leroy est un homme politique français né le 28 octobre 1758 à Pacy-sur-Eure et mort le 7 mai 1810 à Évreux.

## Biographie
Président du tribunal criminel d’Évreux, il est élu député de l'Eure au Conseil des Cinq-Cents le 26 germinal an VI. Rallié au coup d'État du 18 Brumaire, il siège au Corps législatif jusqu'en 1803.

## Sources
- « Jean-François Charles Leroy », dans Adolphe Robert et Gaston Cougny, Dictionnaire des parlementaires français, Edgar Bourloton, 1889-1891 [détail de l’édition]